# Khanato del Nakhichevan
Il khanato del Nakhichevan (in persiano خانات نخجوان‎  - Khānāt-e Nakhchevān) è stato un khanato stabilito dalla dinastia persiana degli Afsharidi nel 1747. Il territorio del khanato corrispondeva alla gran parte dell'attuale Repubblica autonoma di Nakhchivan e alla provincia di Vayots Dzor dell'attuale Armenia. Prende il nome dal suo insediamento principale, la città di Nakhchivan.

## Storia
Fino alla fine dell'Impero Safavide, il Nakhchivan rimase come giurisdizione amministrativa della provincia di Erivan (nota anche come Chokhur-e Sa'd). Poco dopo la riconquista di Yerevan nel 1604 durante la guerra ottomano-safavide del 1603-1618, l'allora sovrano in carica (scià) Abbas I (1588-1620) nominò come suo nuovo governatore Cheragh Sultan Ustajlu, che, dopo un suo breve mandato, fu sostituito da Maqsud Sultan. Maqsud Sultan era un comandante militare che proveniva dal ramo Kangarlu della tribù Ustajlu, essendo quest'ultima una delle tribù Kizilbash la quale aveva fornito il potere ai Safavidi sin dai suoi primi giorni. I Kangarlu furono descritti da JM Jouannin come "una piccola tribù stabilita nell'Armenia persiana sulle rive dell'Aras". Nello stesso anno, mentre le forze ottomane minacciavano l'area durante la stessa guerra, Shah Abbas ordinò a Maqsud Sultan di evacuare l'intera popolazione della regione di Nakhchivan (compresi gli armeni di Jolfa, che l'anno successivo furono trapiantati a Isfahan) a Qaraja Dag (Arasbaran) e Dezmar. Il dominio persiano fu interrotto dall'occupazione ottomana tra il 1635-1636 e tra il 1722-1736. È diventato ufficialmente un khanato pienamente funzionante durante la dinastia degli Afsharidi. Inizialmente il territorio di Nakhchivan faceva parte del khanato di Erivan ma in seguito venne governato separatamente da un khan.

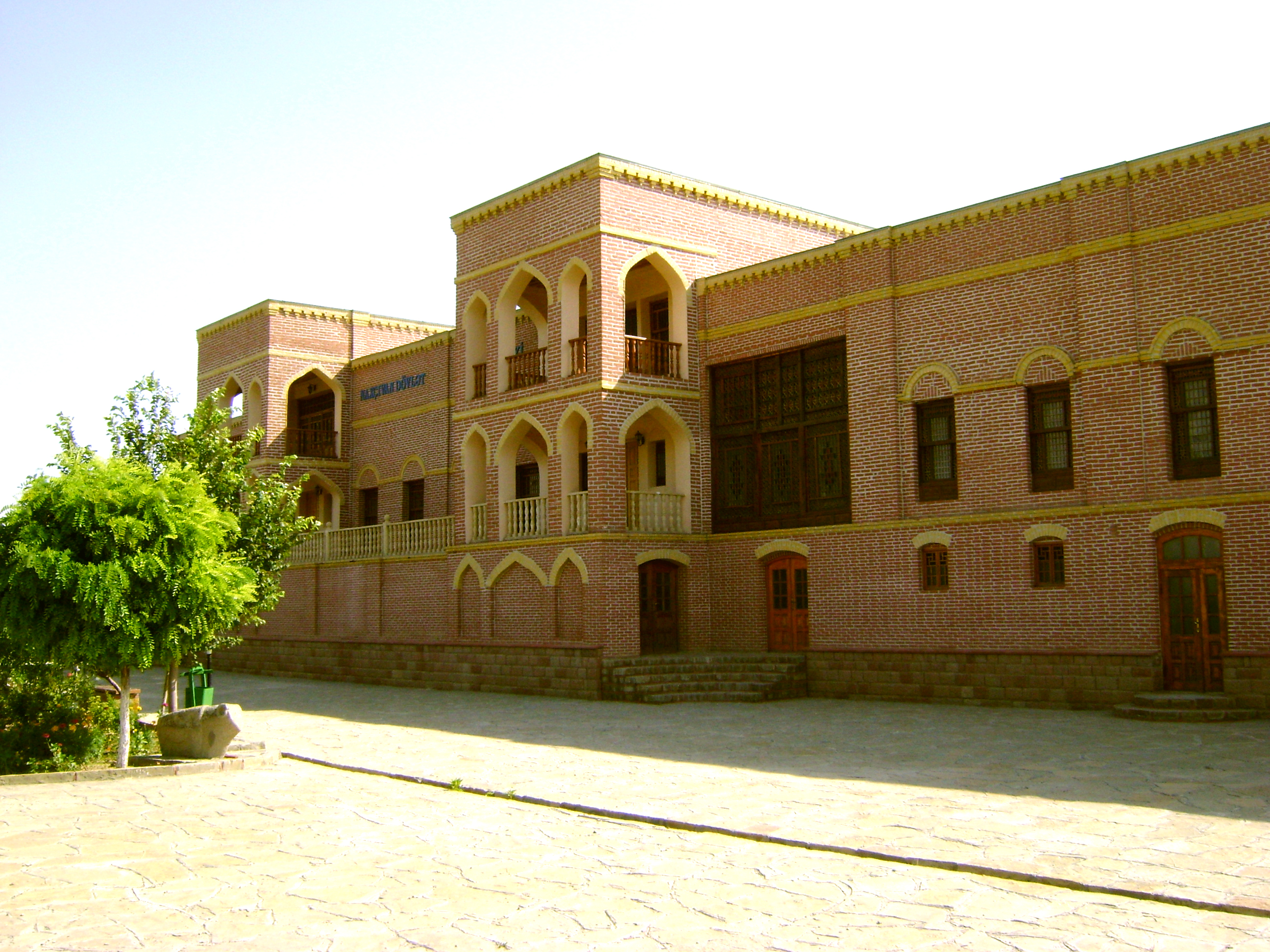
Il palazzo dei khan di Nakhchivan

Nel 1808 durante la guerra russo-persiana (1804-1813), le forze russe del generale Gudovich occuparono brevemente il Nakhchivan, ma in seguito al Trattato di Golestan fu restituito al controllo persiano.
Nel 1827 durante la guerra russo-persiana (1826-1828), nel 1827 Abbas Mirza nominò Ehsan Khan Kangarlu comandante di Abbasabad, una fortezza di importanza strategica per la difesa del khanato di Nakhchivan. Dopo pesanti perdite nel tentativo di catturare la fortezza attraverso un'escalation il 14 luglio, i russi organizzarono un assedio. Ehsan Khan contattò segretamente il comandante russo, il generale Paskevich, e gli aprì le porte della fortezza il 22 luglio 1827. Con il Trattato di Turkmenchay, nel 1828 il khanato divenne un possedimento russo e Ehsan Khan fu premiato con il governatorato, assunse il grado di maggiore generale dell'esercito russo e il titolo di ataman della milizia Kangarlu.

## L'abolizione del khanato
Nel 1828 i khanati di Erivan e Nakhchivan furono sciolti e i loro territori furono uniti per formare l'Oblast Armeno ("Armianskaia Oblast"). Nel 1840 quella provincia fu sciolta e il suo territorio fu incorporato in una nuova provincia più grande, il Governatorato della Georgia-Imeretia ("Gruziia-Imeretiia"). Questa nuova divisione non durò a lungo: nel 1845 fu creato un nuovo vasto territorio chiamato Territorio Caucasico ("Kavkazskii Krai") o Viceregenza Caucasica ("Kavkazskoe Namestnichestvo"), in cui l'ex provincia armena faceva parte di una suddivisione chiamataGovernatorato di Tiblisi. Nel 1849 fu istituito il Governatorato di Erivan, separato dal Governatorato di Tiflis. Comprendeva il territorio dell'ex khanato di Nakhchivan, che divenne la provincia dell'uezd Nakhchivan.
Dopo lo scioglimento, i khan di Nakhchivan presero il cognome russificato Khan Nakhchivanski, e gli uomini della sua famiglia entrarono tradizionalmente nei servizi pubblici russi, principalmente nell'esercito. La famiglia rimase molto ricca, era la più grande proprietaria terriera del distretto e continuò ad esercitare un'enorme influenza sul resto della comunità musulmana, Sei Khan Nakhchivanski divennero generali negli eserciti russo-zaristi, sovietico e iraniano.
Due figli di Ehsan khan - Ismail khan e Kalbali khan  furono generali dell'esercito russo e ricevettero gli ordini di grado San Giorgio IV per le loro azioni in battaglia. Un figlio di Kalbali khan, Huseyn Khan Nakhichevanski, era un importante comandante militare russo e aiutante generale dell'imperatore russo, mentre i suoi nipoti, Jamshid Khan e Kalbali, erano rispettivamente generali nell'esercito sovietico e iraniano.

## Governanti
I governanti furono:
- 1747-1787 - Heydar Qoli Khan
- Haji Khan Kangarli
- Rahim Khan
- Ali Qoli Khan
- Vali Qoli Khan
- Abbas Qoli Khan
- Jafar Qoli Khan
- 1787-1823 - Kalbali Khan
- Abbasqoli Khan Kangarli
- Mohammadbagir Khan
- 1823-1828 - Ehsan Khan Kangarlu, maggiore generale dell'esercito imperiale russo, precedentemente governatore di Ordubad nel 1822[10]
- 1828-1834 - Karim Khan Kangarli